# Gnamptogenys laevior
Gnamptogenys laevior é uma espécie de formiga do gênero Gnamptogenys.